# Hoplocephalus
Genre
Hoplocephalus est un genre de serpents de la famille des Elapidae.

## Répartition
Les espèces de ce genre sont endémiques d'Australie. Elles se rencontrent en Nouvelle-Galles du Sud et au Queensland.

## Description
Ces serpents sont vivipares.

## Liste des espèces
Selon The Reptile Database (5 septembre 2011) :
- Hoplocephalus bitorquatus (Jan, 1859)
- Hoplocephalus bungaroides (Schlegel, 1837)
- Hoplocephalus stephensii Krefft, 1869

## Publication originale
- Wagler, 1830 : Natürliches System der Amphibien : mit vorangehender Classification der Säugethiere und Vögel : ein Beitrag zur vergleichenden Zoologie. München, p. 1-354 (texte intégral).